# Anua rufescens
Anua rufescens là một loài bướm đêm trong họ Erebidae.